# Samuelson-Bedingung
Als Samuelson-Bedingung (auch: Samuelson-Musgrave-Bedingung) bezeichnet man in der mikroökonomischen Theorie der Wirtschaftspolitik eine Bedingung dafür, wann in einer Ökonomie öffentliche Güter effizient bereitgestellt werden. Dabei versteht man unter öffentlichen Gütern solche Güter, die zum einen von einer Vielzahl an Personen konsumiert werden können, ohne dass diese sich dabei gegenseitig behindern, und von deren Konsum zum anderen niemand ausgeschlossen werden kann. Die Samuelson-Bedingung besagt dann im einfachsten Fall einer Ökonomie mit zwei Gütern – einem privaten und einem öffentlichen Gut –, dass eine Allokation dieser Güter genau dann Pareto-effizient ist, wenn die Grenzrate der Transformation zwischen den beiden Gütern gerade der Summe der haushaltsspezifischen Grenzraten der Substitution zwischen den Gütern entspricht.
Der Name der Bedingung geht auf den amerikanischen Ökonomen Paul Samuelson zurück, der sie erstmals 1954 in einem Artikel im The Review of Economics and Statistics formulierte.

## Intuition
Die Grenzrate der Substitution gibt an, auf wie viele Einheiten des privaten Gutes eine Person verzichtet, wenn sie dafür eine Einheit des öffentlichen Gutes erhält, es handelt sich also um eine (Grenz-)Zahlungsbereitschaft. Die Grenzrate der Transformation entspricht den Grenzkosten des öffentlichen Gutes in Einheiten des privaten Gutes.
Deshalb besagt die Bedingung, dass bei Pareto-Effizienz die Summe der Zahlungsbereitschaften mit den Grenzkosten übereinstimmt. Bei privaten Gütern stimmt hingegen jede einzelne Zahlungsbereitschaft mit den Grenzkosten überein. Der Unterschied erklärt sich daher, dass die Bereitstellung des öffentlichen Gutes mehreren Personen zugutekommt, die Bereitstellung eines privaten Gutes aber nur einer Person.

## Formaler Rahmen (Samuelson-Modell) und Herleitung
Betrachtet sei eine Ökonomie mit zwei produzierten Gütern {\displaystyle k=a,b} und zwei Haushalten {\displaystyle i=1,2}. Es sei nun a ein privates (rivalisierendes) Konsumgut (zum Beispiel ein Fahrrad) und b ein (nicht-rivalisierendes) öffentliches Gut (zum Beispiel die Landesverteidigung). Die insgesamt vorhandene Menge der beiden Güter betrage {\displaystyle X_{a}} bzw. {\displaystyle X_{b}}. Sei weiter {\displaystyle x_{k}^{i}} die Menge von k, die der Haushalt i konsumiert. Für a gilt nun gemäß der Definition eines privaten Gutes, dass {\displaystyle x_{a}^{1}+x_{a}^{2}=X_{a}}, und für b nach Definition eines öffentlichen Gutes, dass {\displaystyle x_{b}^{1}=x_{b}^{2}=X_{b}}.
Die beiden Haushalte verfügen jeweils über eine stetige und konkave (ordinale) Nutzenfunktion {\displaystyle u^{i}(x_{a}^{i},x_{b}^{i})=u^{i}(x_{a}^{i},X_{b})}, die strikt positiv sei. Sei weiter {\displaystyle T=T(X_{a},X_{b})} eine Transformationsfunktion {\displaystyle T:\mathbb {R} ^{2}\rightarrow \mathbb {R} } mit {\displaystyle \partial T/\partial X_{k}>0} für alle k und es gelte {\displaystyle T=0}. Auf einer so definierten Transformationskurve liegen alle technologisch effizienten Produktionspläne – Ineffizienzen bei der Güterproduktion sind also ausgeschlossen.
Der Ansatz von Samuelson besteht darauf aufbauend darin, aus der Menge der auf der Transformationskurve liegenden Allokationen jene Allokationen zu finden, durch die der Nutzen von Haushalt 1 maximiert wird, gegeben ein gewisses Nutzenniveau von Haushalt 2. Da die Haushalte symmetrisch sind, entspricht dies gerade der Bedingung für die Pareto-Optimalität einer Allokation. Das Maximierungsproblem lautet entsprechend
{\displaystyle \quad \max u^{1}(x_{a}^{1},X_{b})} unter den Nebenbedingungen
[1] {\displaystyle \quad u^{2}(x_{a}^{2},X_{b})={\overline {u}}^{2}}, 
[2] {\displaystyle \quad T(X_{a},X_{b})=0},
[3] {\displaystyle \quad x_{a}^{1}+x_{a}^{2}=X_{a}} und 
[4] {\displaystyle \quad x_{b}^{1}=x_{b}^{2}=X_{b}},
was zur Lagrange-Funktion
{\displaystyle {\mathcal {L}}(X_{a},X_{b},x_{a}^{1},x_{a}^{2};\lambda _{1},\lambda _{2},\lambda _{3})=u^{1}(x_{a}^{1},X_{b})+\lambda _{1}\left[{\overline {u}}^{2}-u^{2}(x_{a}^{2},X_{b})\right]+\lambda _{2}T(X_{a},X_{b})+\lambda _{3}\left[X_{a}-x_{a}^{1}-x_{a}^{2}\right]}
führt. Aus den korrespondierenden Optimalitätsbedingungen folgt das wichtige Resultat
{\displaystyle \underbrace {\frac {\partial u^{1}\left(x_{a}^{1},X_{b}\right)/\partial X_{b}}{\partial u^{1}\left(x_{a}^{1},X_{b}\right)/\partial x_{a}^{1}}} _{\equiv GRS_{1}(b,a)}\;+\;\underbrace {\frac {\partial u^{2}\left(x_{a}^{2},X_{b}\right)/\partial X_{b}}{\partial u^{2}\left(x_{a}^{2},X_{b}\right)/\partial x_{a}^{2}}} _{\equiv GRS_{2}(b,a)}\;=\;\underbrace {\frac {\partial T(X_{a},X_{b})/\partial X_{b}}{\partial T(X_{a},X_{b})/\partial X_{a}}} _{\equiv GRT(b,a)}\quad \mathrm {\textrm {(Samuelson-Bedingung)}} .}
Die Effizienzbedingung für einen sozialen Planer lautet also, dass die Summe der haushaltsspezifischen Grenzraten der Substitution (GRS) – mit anderen Worten: die Summe der individuellen marginalen Zahlungsbereitschaften – der Grenzrate der Transformation (GRT) entsprechen muss. Dies ist eben die Samuelson-Bedingung. Berücksichtigt man die Bedeutung der GRS und der GRT, lässt sich vereinfacht sagen, dass eine Pareto-optimale Allokation gerade so beschaffen sein muss, dass die Summe der Mengen des privaten Gutes, die die Konsumenten für eine zusätzliche Einheit des öffentlichen Gutes aufzugeben bereit wären, gleich der Menge des privaten Gutes sein muss, die tatsächlich benötigt wird, um diese zusätzliche Einheit zu produzieren.
Erweitert man das Modell um weitere Haushalte, ändert sich an dem Ergebnis prinzipiell nichts, es ist dann eben für n Haushalte
{\displaystyle GRT=\sum _{i}^{n}GRS_{i}},
wohingegen für private Güter wie üblich die Effizienzbedingungen
{\displaystyle GRT=GRS_{1}=GRS_{2}=\dotsc =GRS_{n}}
gelten. Es kann gezeigt werden, dass die kompetitive Marktlösung zu einer ineffizient geringen Bereitstellung des öffentlichen Gutes führt, dass also mithin die Summe der individuellen GRS größer als die GRT ist (Unterfinanzierung).